# Hengirvan - Karagöl
 (janvier 2011).
Si vous disposez d'ouvrages ou d'articles de référence ou si vous connaissez des sites web de qualité traitant du thème abordé ici, merci de compléter l'article en donnant les références utiles à sa vérifiabilité et en les liant à la section « Notes et références ».
Hengirvan ou Karagöl (depuis 1956), est un village situé dans le département de Tunceli dans l’Est de la Turquie. Le village était rattaché au district de Tunceli (centre).
Détruit en 1994 par l’armée turque lors des raids contre le PKK. 

## Toponymie
Le sens étymologique du nom Hengirvan est actuellement encore mal connue. Il est composé du radical  engirva, qui signifie raisin en zazaki. Cependant aucune culture vinicole n'a été recensée jusqu'à présent. L'apparition du nom reste quant à elle toujours énigmatique. Le changement de nom attribué par la république turque dans les années 1960 par le nom de Karagöl (le lac noir) intervient dans une période d'éradication des mémoires et des cultures anatoliennes (kurdes, armeniennes, etc.). Karagöl rappelle le nom des chaînes de montagne Karagöl Dağı (anciennement Haydaran Dağları).

## Géographie
Altitude env. 1 200 m ; Tunceli à 40 km.

### Lieux-dits et écarts
- Buyer Baba (vers Kırmızıköprü) : haut lieu de pèlerinage des Alévis de Dersim (Tunceli).

### Villages limitrophes
- Alacık (Roşnek)
- Zağge
- Mosurvan
- Tewnaşiye
- Büyükyurt (Hakis)

## Personnalités liées au village
- Hıdır 'Ağa' Alparslan, (né et décédé à Hengirvan) est un ancien chef de village (Tacnun, Hengirvan, Mosurvan). Personnage illustre parmi la tribu des Haydaran, il est devenu célèbre pour certains de ses agissements durant l'ethnocide de 1938.
- Ali Haydar Kaytan, (né à Hengirvan - ) est l'un des membres fondateurs du groupe séparatiste des travailleurs du Kurdistan (PKK).
- Eren Derdiyok, (né en 1988 à Bâle - ), est un footballeur suisse évoluant au Bayer Leverkusen depuis 2009 et en équipe de Suisse depuis 2008.

## Démographie
| 1935 | 1960 | 1965 | 1970 | 1975 | 1980 | 1985 | 1990 |
| ---- | ---- | ---- | ---- | ---- | ---- | ---- | ---- |
| 591  | 282  | 302  | 273  | 281  | 142  | 104  | 51   |

## Administration
| Période                                  | Période | Identité          | Étiquette | Qualité |
| ---------------------------------------- | ------- | ----------------- | --------- | ------- |
| 1960                                     | 1976    | Hüseyin Alparslan |           |         |
| 1976                                     | 1980    | Hıdır Çiçek       |           |         |
| 1980                                     | 1982    | Ali Karakılıç     |           |         |
| 1984                                     | 1989    | Hıdır Sezer       |           |         |
| 1989                                     | 1994    | Paşa Alparslan    |           |         |
| Les données manquantes sont à compléter. |         |                   |           |         |